# David Boyd
Pour les articles homonymes, voir David Boyd (homonymie) et Boyd.
David Fielding Gough Boyd, né le 23 août 1924 à Murrumbeena et mort le 10 novembre 2011 à Sydney, OAM, est un peintre et sculpteur australien.